# Championnat du monde d'endurance moto
Pour les articles homonymes, voir EWC.
Le championnat du monde d'endurance moto (en anglais, Endurance World Championship ou EWC), principal championnat de courses d'endurance moto, accueille deux catégories: « EWC » et plus proche de la série « Superstock ».
La saison de championnat se compose d'une série de courses tenues sur des installations permanentes dédiées. Les résultats de chaque course sont additionnés afin de déterminer annuellement deux championnats du monde en catégorie EWC, un pour les équipes et l'autre pour les constructeurs, et deux coupes du monde en Superstock.

## Historique
Le championnat a été fondé en 1960 sous le nom Coupe d'endurance FIM. Initialement, il était composé de quatre courses : Thruxton 500 (en), 24 Heures de Montjuïc, 24 heures de Warsage et le Bol d'or.
En 1976, la Coupe d'endurance FIM est devenue le championnat d'Europe et en 1980, un championnat du monde. Pendant les années 1980, le calendrier du championnat du monde d'endurance comportait jusqu'à dix événements. La popularité du championnat a progressivement diminué et le calendrier a été réduit à seulement quatre courses. En 1989 et 1990, le championnat est retombé à un statut de Coupe du monde, lorsque le nombre d'événements requis par le Code sportif de la FIM n'a pas été atteint.
Les quatre courses sont dénommées les « classiques » et sont : les 24 Heures du Mans, les 24 Heures de Liège (courues à Spa-Francorchamps), les 8 Heures de Suzuka et le Bol d'or (qui s'est couru sur le circuit Paul-Ricard jusqu'en 1999, puis de 2000 à 2014 à Magny-Cours et de retour sur le circuit Paul-Ricard depuis 2015).
Jusqu'en 2000, le championnat a été attribué aux pilotes ayant marqué le plus de points. En 2001, la règle change et le championnat est attribué à l'équipe.
En 2015, l'organisation du championnat du monde d'endurance moto, auparavant assurée par la FIM, est attribuée à la division "Evènements" du groupe Eurosport.
Le Suzuki Endurance Racing Team en est le principal multilauréat avec 16 titres ainsi que ses pilotes Vincent Philippe (10 titres) et Anthony Delhalle (5).

## Palmarès EWC

### Pilotes 1980-2000
| Saison | Pilotes champions                     | Moto                 | Pilotes 2e                                      | Moto     | Pilotes 3e                                           | Moto     |
| ------ | ------------------------------------- | -------------------- | ----------------------------------------------- | -------- | ---------------------------------------------------- | -------- |
| 1980   | Marc Fontan Hervé Moineau             | Honda                | Christian Huguet                                | Kawasaki | Helmut Dähne (en)                                    | Honda    |
| 1981   | Jean Lafond Raymond Roche             | Kawasaki             | Christian Huguet                                | Kawasaki | Jean-Claude Chemarin                                 | Kawasaki |
| 1982   | Jean-Claude Chemarin Jacques Cornu    | Kawasaki             | Hervé Guilleux (es) Jean Lafond                 | Kawasaki | Johan van der Wal                                    | Honda    |
| 1983   | Richard Hubin Hervé Moineau           | Suzuki GS series     | Patrick Igoa Jean Lafond                        | Kawasaki | Jacques Cornu                                        | Kawasaki |
| 1984   | Gerard Coudray Patrick Igoa           | Honda RVF750         | Guy Bertin Dominique Sarron                     | Honda    | Patrick de Radiguès Jean-Pierre Oudin                | Suzuki   |
| 1985   | Gerard Coudray Patrick Igoa           | Honda RVF750         | Jean-Pierre Oudin                               | Suzuki   | Patrick de Radiguès                                  | Suzuki   |
| 1986   | Patrick Igoa                          | Honda RVF750         | Alex Vieira                                     | Honda    | Gérard Coudray                                       | Honda    |
| 1987   | Hervé Moineau Bruno Le Bihan          | Suzuki               | Johan van Vaerenbergh                           | Kawasaki | Eric de Donker                                       | Kawasaki |
| 1988   | Hervé Moineau Thierry Crine           | Suzuki               | Alex Vieira Christophe Bouheben                 | Honda    | Bruno le Bihan                                       | Suzuki   |
| 1989   | Alex Vieira                           | Honda RVF750         | Roger Burnett (es)                              | Honda    | Jean-Michel Mattioli                                 | Honda    |
| 1990   | Alex Vieira                           | Honda                | Jean-Michel Mattioli Stéphane Mertens (es)      | Honda    | Miguel Duhamel (en)                                  | Suzuki   |
| 1991   | Alex Vieira                           | Kawasaki             | Jean-Louis Battistini                           | Kawasaki | Rachel Nicotte Pierre Monneret                       | Yamaha   |
| 1992   | Terry Rymer (en) Carl Fogarty         | Kawasaki             | Michel Graziano                                 | Suzuki   | Jehan d'Orgeix                                       | Kawasaki |
| 1993   | Doug Toland                           | Kawasaki Ninja ZX-7R | Brian Morrison Wilfried Veille                  | Kawasaki | Simon Buckmaster (es) Steve Manley                   | Kawasaki |
| 1994   | Adrien Morillas (es)                  | Kawasaki             | Bruno Bonhuil Philippe Monneret Juan-Éric Gomez | Suzuki   | Jean-Louis Battistini                                | Kawasaki |
| 1995   | Stéphane Mertens Jean-Michel Mattioli | Honda RC45           | Terry Rymer                                     | Kawasaki | Bruno Bonhuil                                        | Kawasaki |
| 1996   | Brian Morrison                        | Kawasaki             | Alex Vieira William Costes Christian Lavieille  | Honda    | Piergiorgio Bontempi (en)                            | Kawasaki |
| 1997   | Peter Goddard (it) Doug Polen (en)    | Suzuki               | Juan-Éric Gomez                                 | Suzuki   | Christian Lavieille William Costes                   | Honda    |
| 1998   | Doug Polen Christian Lavieille        | Honda RC45           | Bertrand Sebileau                               | Kawasaki | William Costes                                       | Honda    |
| 1999   | Terry Rymer Jehan d'Orgeix            | Suzuki               | Christian Lavieille                             | Suzuki   | Bruno Bonhuil                                        | Suzuki   |
| 2000   | Peter Lindén Warwick Nowland          | Suzuki               | Stéphane Mertens                                | Suzuki   | Nicolas Dussauge Christophe Guyot Sébastien Scarnato | Kawasaki |

| 1980-1988, 1991- ... | Championnat du monde |
| 1989-1990            | Coupe du monde       |

### Équipe depuis 2001
| Saison    | Équipe championne                | Pilotes champions                                                                                            | Moto                 | Équipe 2e                      | Pilotes 2e                                                                      | Équipe 3e                         | Pilotes 3e                                                                       |
| --------- | -------------------------------- | --- | -------------------- | ------------------------------ | ------------------------------------------------------------------------------- | --------------------------------- | -------------------------------------------------------------------------------- |
| 2001      | WIM Motors Racing                | Albert Aerts Laurent Naveau Heinz Platacis                                                                   | Honda RC51           | Free Bike Performance          | Matthieu Lagrive Eric Mizera Bertrand Sibileau Cyril Fernandez                  | Honda Elf                         | Fabien Foret Sébastien Gimbert William Costes Sébastien Charpentier              |
| 2002      | Zongshen 2                       | Warwick Nowland Stéphane Mertens (es) Igor Jerman Giovanni Bussei                                            | Suzuki GSX-R1000     | Zongshen 9                     | Bruno Bonhuil Pierrot Lerat Vanstaen Igor Jerman                                | GMT94                             | Sébastien Scarnato Christophe Guyot William Costes                               |
| 2003      | Suzuki GB - Phase One (en)       | James Ellison Jason Pridmore (en) Andy Notman Dean Ellison (en) Josh Hayes (en) Olivier Four Jimmy Lindstrom | Suzuki GSX-R1000     | Zongshen 1                     | Warwick Nowland Stéphane Mertens Igor Jerman                                    | GMT94                             | Christophe Guyot William Costes Sébastien Gimbert Sébastien Scarnato David Checa |
| 2004      | Yamaha - GMT94                   | David Checa William Costes Sébastien Gimbert Christophe Guyot                                                | Yamaha YZF-R1        | Suzuki Castrol                 | Olivier Four Vincent Philippe Matthieu Lagrive                                  | Endurance Moto 38                 | Fréderic Jond Gwen Giabbani Stéphane Duterne                                     |
| 2005      | Suzuki Castrol                   | Keiichi Kitagawa (en) Vincent Philippe Matthieu Lagrive                                                      | Suzuki GSX-R1000     | Bolliger Team                  | Marcel Kellenberger David Morillon                                              | Yamaha Austrian Racing Team       | Gwen Giabbani Igor Jerman                                                        |
| 2006      | Suzuki Castrol                   | Keiichi Kitagawa Matthieu Lagrive Vincent Philippe                                                           | Suzuki GSX-R1000     | Yamaha Austrian Racing Team    | Sébastien Scarnato Gwen Giabbani Igor Jerman                                    | Phase One                         | Warwick Nowland Damian Cudlin Christer Miinin                                    |
| 2007      | Suzuki Endurance Racing Team     | Matthieu Lagrive Vincent Philippe Julien Da Costa                                                            | Suzuki GSX-R1000     | Team Kawasaki France           | Gwen Giabbani Julián Mazuecos Steve Parker                                      | Yamaha Austrian Racing Team       | Igor Jerman Sébastien Scarnato Damian Cudlin                                     |
| 2008      | Suzuki Endurance Racing Team     | Julien Da Costa Vincent Philippe Matthieu Lagrive Guillaume Dietrich                                         | Suzuki GSX-R1000     | Yamaha Austrian Endurance Team | Igor Jerman Steve Martin Steve Plater (en) Gwen Giabbani                        | Folch Endurance                   | Daniel Ribalta Pedro Vallcaneras Felipe López David Tomás José Rita              |
| 2009      | Yamaha Austria Racing Team (en)  | Gwen Giabbani Igor Jerman Steve Martin                                                                       | Yamaha YZF-R1        | Team 18 Sapeurs Pompiers       | Stéphane Molinier David Briére Jérome Tangre                                    | Bolliger Team                     | Horst Saiger Patric Muff Rico Penzkofer Éric Mizera                              |
| 2010      | Suzuki Endurance Racing Team     | Vincent Philippe Freddy Foray Sylvain Guintoli Guillaume Dietrich Daisaku Sakai                              | Suzuki GSX-R1000     | Bolliger Team                  | Horst Saiger Roman Stamm Patric Muff Frédéric Chabosseau                        | Yamaha Austria Endurance Team     | Gwen Giabbani Igor Jerman Steve Martin                                           |
| 2011      | Suzuki Endurance Racing Team     | Anthony Delhalle Vincent Philippe Freddy Foray Daisaku Sakai                                                 | Suzuki GSX-R1000     | BMW Motorrad France            | Sébastien Gimbert Erwan Nigon Damian Cudlin Hugo Marchand                       | GMT94                             | Kenny Foray (en) Matthieu Lagrive David Checa                                    |
| 2012      | Suzuki Endurance Racing Team     | Anthony Delhalle Vincent Philippe Freddy Foray Yukio Kagayama (en) Takuya Tsuda                              | Suzuki GSX-R1000     | BMW Motorrad France            | Sébastien Gimbert Erwan Nigon Damian Cudlin                                     | GMT94                             | Kenny Foray Matthieu Lagrive Gwen Giabbani David Checa                           |
| 2013      | Suzuki Endurance Racing Team     | Anthony Delhalle Vincent Philippe Julien Da Costa Alexander Cudlin                                           | Suzuki GSX-R1000     | GMT94                          | David Checa Kenny Foray Matthieu Lagrive Maxime Berger                          | SRC Kawasaki                      | Grégory Leblanc Loris Baz Jérémy Guarnoni (it) Nicolas Salchaud Fabien Foret     |
| 2014      | Yamaha Racing - GMT94 - Michelin | David Checa Mathieu Gines Kenny Foray                                                                        | Yamaha YZF-R1        | Suzuki Endurance Racing Team   | Anthony Delhalle Erwan Nigon Vincent Philippe Damian Cudlin                     | Team Bolliger #8                  | Horst Saiger Daniel Sutter Roman Stamm Marc Wildesen                             |
| 2015      | Suzuki Endurance Racing Team     | Anthony Delhalle Etienne Masson Vincent Philippe                                                             | Suzuki GSX-R1000     | GMT94                          | David Checa Kenny Foray Mathieu Gines                                           | SRC Kawasaki                      | Grégory Leblanc Matthieu Lagrive Fabien Foret                                    |
| 2016      | Suzuki Endurance Racing Team     | Anthony Delhalle Etienne Masson Vincent Philippe                                                             | Suzuki GSX-R1000     | GMT94                          | David Checa Niccolo Canepa Lucas Mahias                                         | April Moto Motors Event           | Grégory Fastré Gregg Black Alexander Cudlin                                      |
| 2016–17   | GMT94 Yamaha                     | Niccolò Canepa David Checa Mike Di Meglio Lucas Mahias                                                       | Yamaha YZF-R1        | Suzuki Endurance Racing Team   | Anthony Delhalle Vincent Philippe Etienne Masson Alexander Cudlin Sodo Hamahara | Yamaha Austria Racing Team        | Broc Parkes (en) Iván Silva Marvin Fritz (en) Kohta Nozane (en)                  |
| 2017–18   | F.C.C. TSR Honda France          | Joshua Hook (en) Alan Techer Freddy Foray                                                                    | Honda CBR1000RR      | GMT94                          | David Checa Niccolo Canepa Mike Di Meglio                                       | Honda Endurance Racing            | Julien Da Costa Sébastien Gimbert Erwan Nigon Yonny Hernández                    |
| 2018–19   | Team SRC Kawasaki France         | Jérémy Guarnoni David Checa Erwan Nigon Randy de Puniet                                                      | Kawasaki ZX-10R      | F.C.C TSR Honda                | Freddy Foray Joshua Hook Mike Di Meglio                                         | Suzuki Endurance Racing Team      | Vincent Philippe Etienne Masson Gregg Black                                      |
| 2019–20   | Suzuki Endurance Racing Team     | Etienne Masson Gregg Black Xavier Simeon Vincent Philippe                                                    | Suzuki GSX-R1000     | Yamaha Austria Racing Team     | Marvin Fritz Niccolo Canepa Broc Parkes (en) Karel Hanika (en) Loris Baz        | F.C.C. TSR Honda                  | Freddy Foray Joshua Hook Mike Di Meglio                                          |
| 2021 (en) | Yoshimura SERT Motul             | Sylvain Guintoli Gregg Black Xavier Simeon                                                                   | Suzuki GSX-R 1000R   | BMW Motorrad World Endurance   | Illia Mykhalchyk (en) Markus Reiterberger (en) Kenny Foray Javier Forés (en)    | Webike SRC Kawasaki               | David Checa Jérémy Guarnoni Erwan Nigon                                          |
| 2022 (en) | F.C.C. TSR Honda France          | Joshua Hook Mike Di Meglio Gino Rea (en) Alan Techer                                                         | Honda CBR1000RR-R SP | Yoshimura SERT Motul           | Gregg Black Xavier Simeon Sylvain Guintoli Kazuki Watanabe (en)                 | Viltais Racing Igol               | Erwan Nigon Florian Alt (en) Steven Odendaal (en)                                |
| 2023      | Yamaha Austria Racing Team       | Niccolo Canepa Marvin Fritz Karel Hanika                                                                     | Yamaha YZF-R1        | Yoshimura SERT Motul           | Gregg Black Sylvain Guintoli Étienne Masson                                     | BMW Motorrad World Endurance Team | Markus Reiterberger Illia Mykhalchyk Jérémy Guarnoni                             |
| 2024      | Yoshimura SERT Motul             | Gregg Black Étienne Masson Dan Linfoot (en)                                                                  | Suzuki GSX-R1000     | Yamaha Austria Racing Team     | Niccolo Canepa Marvin Fritz Karel Hanika                                        | BMW Motorrad World Endurance Team | Markus Reiterberger Illia Mykhalchyk Sylvain Guintoli                            |

(Les pilotes en gras ont cumulé le plus de points durant la saison. Ils seraient donc champions dans le cas d'un titre attribué aux pilotes.)

## Système d'attribution des points
Source
| Durée        | 1er | 2e   | 3e | 4e | 5e   | 6e   | 7e   | 8e   | 9e   | 10e  | 11e | 12e  | 13e | 14e  | 15e | 16e | 17e | 18e | 19e | 20e |
| ------------ | --- | ---- | -- | -- | ---- | ---- | ---- | ---- | ---- | ---- | --- | ---- | --- | ---- | --- | --- | --- | --- | --- | --- |
| 24 h         | 40  | 33   | 28 | 24 | 21   | 19   | 17   | 15   | 13   | 11   | 10  | 9    | 8   | 7    | 6   | 5   | 4   | 3   | 2   | 1   |
| 12 h         | 35  | 29   | 25 | 21 | 18   | 16   | 14   | 13   | 12   | 11   | 10  | 9    | 8   | 7    | 6   | 5   | 4   | 3   | 2   | 1   |
| 8 h et moins | 30  | 24   | 21 | 19 | 17   | 15   | 14   | 13   | 12   | 11   | 10  | 9    | 8   | 7    | 6   | 5   | 4   | 3   | 2   | 1   |
| Finale       | 60  | 49,5 | 42 | 36 | 31,5 | 28,5 | 25,5 | 22,5 | 19,5 | 16,5 | 15  | 13,5 | 12  | 10,5 | 9   | 7,5 | 6   | 4,5 | 3   | 1,5 |
| Bonus        | 10  | 9    | 8  | 7  | 6    | 5    | 4    | 3    | 2    | 1    | NC  | NC   | NC  | NC   | NC  | NC  | NC  | NC  | NC  | NC  |
| Grid         | 5   | 4    | 3  | 2  | 1    | NC   | NC   | NC   | NC   | NC   | NC  | NC   | NC  | NC   | NC  | NC  | NC  | NC  | NC  | NC  |

- Depuis 2014, un classement partiel est établi pour les courses d'une durée de douze à vingt-quatre heures. Après huit et seize heures de course, les dix premières équipes de chaque classe qui mèneront la course se verront attribuer des points de bonus selon le barème suivant : 1er : 10 Pts, 2e : 9 Pts, 3e : 8 Pts, 4e : 7 Pts, 5e : 6 Pts, 6e : 5 Pts, 7e : 4 Pts, 8e : 3 Pts, 9e : 2 Pts, 10e : 1 Pt[13].
- Depuis 2016-2017, la course de Suzuka est placée en dernière position dans le calendrier et les points attribués à cette course sont augmentés de 50 % par rapport à la normale.
- Pour les points des équipes, les points sont donnés à chaque course.
- Pour les points constructeurs, seule la moto la mieux placée du constructeur rapporte des points en fonction de sa position dans la course.

## Calendrier depuis 2008
| N°      | Date     | Pays      | Circuit           | Course                    | Vainqueurs                                                                          |
| ------- | -------- | --------- | ----------------- | ------------------------- | ----------------------------------------------------------------------------------- |
| 1/08    | 19-04-08 | France    | Le Mans           | 24 Heures du Mans         | SERT #2 : William Costes, Barry Veneman, Guillaume Dietrich                         |
| 2/08    | 10-05-08 | Espagne   | Albacete          | 6 Heures d'Albacete       | SERT #1 : Vincent Philippe, Matthieu Lagrive, Julien Da Costa                       |
| 3/08    | 27-07-08 | Japon     | Suzuka            | 8 Heures de Suzuka        | Dream Honda Racing Team #11 : Ryuichi Kiyonari, Carlos Checa                        |
| 4/08    | 09-08-08 | Allemagne | Oschersleben      | 8 Heures d'Oschersleben   | Kawasaki France #11 : Julien Mazuecos, Ivan Silva, Erwan Nigon                      |
| 5/08    | 13-09-08 | France    | Magny-Cours       | Bol d'or                  | SERT #1 : Vincent Philippe, Matthieu Lagrive, Julien Da Costa                       |
| 6/08    | 08-11-08 | Qatar     | Losail            | 8 Heures de Doha          | YART (en) #7 : Igor Jerman, Steve Martin, Steve Plater                              |
|         |          |           |                   |                           |                                                                                     |
| 1/09    | 18-04-09 | France    | Le Mans           | 24 Heures du Mans         | YART #7 : Igor Jerman, Steve Martin, Gwen Giabbani                                  |
| 2/09    | 31-0-09  | Allemagne | Oschersleben      | 8 Heures d'Oschersleben   | YART #7 : Igor Jerman, Steve Martin, Gwen Giabbani                                  |
| 3/09    | 04-07-09 | Espagne   | Albacete          | 8 Heures d'Albacete       | YART #7 : Igor Jerman, Steve Martin, Gwen Giabbani                                  |
| 4/09    | 26-07-09 | Japon     | Suzuka            | 8 Heures de Suzuka        | Yoshimura Suzuki #12 : Daisaku Sakai, Kazuki Tokudome, Nobuatsu Aoki                |
| 5/09    | 13-09-09 | France    | Magny-Cours       | Bol d'or                  | SERT #1 : Vincent Philippe, Olivier Four, Freddy Foray                              |
| 6/09    | 14-11-09 | Qatar     | Losail            | 8 Heures de Doha          | YART #7 : Igor Jerman, Steve Martin, Gwen Giabbani                                  |
|         |          |           |                   |                           |                                                                                     |
| 1/10    | 18-04-10 | France    | Le Mans           | 24 Heures du Mans         | GSR Kawasaki #11 : Julien Da Costa, Olivier Four, Grégory Leblanc                   |
| 2/10    | 22-05-10 | Espagne   | Albacete          | 8 Heures d'Albacete       | SERT #2 : Vincent Philippe, Guillaume Dietrich, Freddy Foray                        |
| 3/10    | 25-07-10 | Japon     | Suzuka            | 8 Heures de Suzuka        | MuSASHI RT HARC-Pro #634 : Ryuichi Kiyonari, Takaaki Nakagami, Takumi Takahashi     |
| 4/10    | 12-09-10 | France    | Magny-Cours       | Bol d'or                  | SERT #2 : Vincent Philippe, Guillaume Dietrich, Freddy Foray                        |
| 5/10    | 13-11-10 | Qatar     | Losail            | 8 Heures de Doha          | SERT #2 : Vincent Philippe, Guillaume Dietrich, Freddy Foray                        |
|         |          |           |                   |                           |                                                                                     |
| 1/11    | 16-04-11 | France    | Magny-Cours       | Bol d'or                  | SERT #1 : Vincent Philippe, Freddy Foray, Daisaku Sakai                             |
| 2/11    | 21-05-11 | Espagne   | Albacete          | 8 Heures d'Albacete       | BMW Motorrad France 99 #99 : Sébastien Gimbert, Erwan Nigon, Hugo Marchand          |
| 3/11    | 31-07-11 | Japon     | Suzuka            | 8 Heures de Suzuka        | FCC TSR Honda #11 : Kohsuke Akiyoshi, Shin'ichi Itoh, Ryuichi Kiyonari              |
| 4/11    | 24-04-11 | France    | Le Mans           | 24 Heures du Mans         | SRC Kawasaki #11 : Julien Da Costa, Grégory Leblanc, Olivier Four                   |
| 5/11    | 12-11-11 | Qatar     | Losail            | 8 Heures de Doha          | Yamaha France GMT94 Ipone #94 : David Checa, Kenny Foray, Matthieu Lagrive          |
|         |          |           |                   |                           |                                                                                     |
| 1/12    | 14-04-12 | France    | Magny-Cours       | Bol d'or                  | SRC Kawasaki #11 : Julien Da Costa, Grégory Leblanc, Olivier Four                   |
| 2/12    | 9-06-12  | Qatar     | Losail            | 8 Heures de Doha          | BMW Motorrad France Team Thevent #99: Sébastien Gimbert, Damian Cudlin, Erwan Nigon |
| 3/12    | 29-07-12 | Japon     | Suzuka            | 8 Heures de Suzuka        | SERT : Vincent Philippe, Anthony Delhalle                                           |
| 4/12    | 11-08-12 | Allemagne | Oschersleben      | 8 Heures de Oschersleben  | SERT #1: Vincent Philippe, Anthony Delhalle, Yukio Kagayama                         |
| 5/12    | 8-09-12  | France    | Le Mans           | 24 Heures du Mans         | SRC Kawasaki #11 : Julien Da Costa, Freddy Foray, Grégory Leblanc                   |
|         |          |           |                   |                           |                                                                                     |
| 1/13    | 21-04-13 | France    | Magny-Cours       | Bol d'or                  | SRC Kawasaki : Grégory Leblanc, Loris Baz, Jérémy Guarnoni                          |
| 2/13    | 28-07-13 | Japon     | Suzuka            | 8 Heures de Suzuka        | Musashi RT Harc-Pro : Takumi Takahashi, Leon Haslam, Michael van der Mark           |
| 3/13    | 17-08-13 | Allemagne | Oschersleben      | 8 Heures d'Oschersleben   | SERT : Vincent Philippe, Anthony Delhalle, Julien da Costa                          |
| 4/13    | 21-09-13 | France    | Le Mans           | 24 Heures du Mans         | SERT : Vincent Philippe, Julien Da Costa and Alex Cudlin                            |
|         |          |           |                   |                           |                                                                                     |
| 1/14    | 27-04-14 | France    | Magny-Cours       | Bol d'or                  | SRC Kawasaki : Grégory Leblanc, Matthieu Lagrive, Nicolas Salchaud                  |
| 2/14    | 27-07-14 | Japon     | Suzuka            | 8 Heures de Suzuka        | MuSASHi RT HARC-PRO : Takumi Takahashi, Leon Haslam, Michael van der Mark           |
| 3/14    | 16-08-14 | Allemagne | Oschersleben      | 8 Heures d'Oschersleben   | Honda Endurance Racing : Julien Da Costa, Sébastien Gimbert, Freddy Foray           |
| 4/14    | 20-09-14 | France    | Le Mans           | 24 Heures du Mans         | SERT : Vincent Philippe, Anthony Delhalle, Erwan Nigon                              |
|         |          |           |                   |                           |                                                                                     |
| 1/15    | 19-04-15 | France    | Le Mans           | 24 Heures du Mans         | SERT : Vincent Philippe, Anthony Delhalle, Étienne Masson                           |
| 2/15    | 26-07-15 | Japon     | Suzuka            | 8 Heures de Suzuka        | Yamaha Factory Racing Team : Katsuyuki Nakasuga, Pol Espargaró, Bradley Smith       |
| 3/15    | 22-08-15 | Allemagne | Oschersleben      | 8 Heures d'Oschersleben   | Honda Racing : Julien Da Costa, Sébastien Gimbert, Freddy Foray                     |
| 4/15    | 20-09-15 | France    | Paul Ricard       | Bol d'or                  | Kawasaki SRC : Grégory Leblanc, Matthieu Lagrive, Fabien Foret                      |
|         |          |           |                   |                           |                                                                                     |
| 1/16    | 10-04-16 | France    | Le Mans           | 24 Heures du Mans         | Kawasaki SRC : Grégory Leblanc, Matthieu Lagrive, Fabien Foret                      |
| 2/16    | 12-06-16 | Portugal  | Algarve           | 12 Heures de Portimão     | GMT94 Yamaha : David Checa, Lucas Mahias, Niccolò Canepa                            |
| 3/16    | 31-07-16 | Japon     | Suzuka            | 8 Heures de Suzuka        | Yamaha Factory Racing Team : Katsuyuki Nakasuga, Pol Espargaró, Alex Lowes          |
| 4/16    | 27-08-16 | Allemagne | Oschersleben      | 8 Heures d'Oschersleben   | GMT94 Yamaha : David Checa, Lucas Mahias, Niccolò Canepa                            |
|         |          |           |                   |                           |                                                                                     |
| 1/16-17 | 20-09-16 | France    | Paul Ricard       | Bol d'or                  | SERT : Vincent Philippe, Anthony Delhalle, Étienne Masson                           |
| 2/16-17 | 16-04-17 | France    | Le Mans           | 24 Heures du Mans         | GMT94 Yamaha : David Checa, Niccolò Canepa, Mike di Meglio                          |
| 3/16-17 | 20-05-17 | Allemagne | Oschersleben      | 8 Heures d'Oschersleben   | GMT94 Yamaha : David Checa, Niccolò Canepa, Mike di Meglio                          |
| 4/16-17 | 24-06-17 | Slovaquie | Slovakia Ring     | 8 Heures du Slovakia Ring | GMT94 Yamaha : David Checa, Niccolò Canepa, Mike di Meglio                          |
| 5/16-17 | 30-07-17 | Japon     | Suzuka            | 8 Heures de Suzuka        | Yamaha Factory Racing Team : Katsuyuki Nakasuga, Alex Lowes, Michael van der Mark   |
|         |          |           |                   |                           |                                                                                     |
| 1/17-18 | 17-09-17 | France    | Paul Ricard       | Bol d'or                  | GMT94 Yamaha : David Checa, Niccolò Canepa, Mike di Meglio                          |
| 2/17-18 | 22-04-18 | France    | Le Mans           | 24 Heures du Mans         | FCC TSR Honda France : Joshua Hook, Freddy Foray, Alan Techer                       |
| 3/17-18 | 12-05-18 | Slovaquie | Slovakia Ring     | 8 Heures du Slovakia Ring | YART : Broc Parkes, Marvin Fritz, Max Neukirchner                                   |
| 4/17-18 | 09-06-18 | Allemagne | Oschersleben      | 8 Heures d'Oschersleben   | FCC TSR Honda France : Joshua Hook, Freddy Foray, Alan Techer                       |
| 5/17-18 | 29-07-18 | Japon     | Suzuka            | 8 Heures de Suzuka        | Yamaha Factory Racing Team : Katsuyuki Nakasuga, Alex Lowes, Michael van der Mark   |
|         |          |           |                   |                           |                                                                                     |
| 1/18-19 | 16-09-18 | France    | Paul Ricard       | Bol d'or                  | F.C.C. TSR Honda France: Joshua Hook, Freddy Foray, Mike di Meglio                  |
| 2/18-19 | 21-04-19 | France    | Le Mans           | 24 Heures du Mans         | Team SRC Kawasaki France #11: Jérémy Guarnoni, David Checa, Erwan Nigon             |
| 3/18-19 | 11-05-19 | Slovaquie | Slovakia Ring     | 8 Heures du Slovakia Ring | Yamaha Austria Racing Team (YART): Broc Parkes, Marvin Fritz, Niccolò Canepa        |
| 4/18-19 | 08-06-19 | Allemagne | Oschersleben      | 8 Heures d'Oschersleben   | F.C.C. TSR Honda France: Joshua Hook, Freddy Foray, Mike di Meglio                  |
| 5/18-19 | 28-07-19 | Japon     | Suzuka            | 8 Heures de Suzuka        | Kawasaki Racing Team Suzuka 8H: Leon Haslam, Toprak Razgatlioglu, Jonathan Rea      |
|         |          |           |                   |                           |                                                                                     |
| 1/19-20 | 22-09-19 | France    | Paul Ricard       | Bol d'or                  | SERT: Vincent Philippe, Étienne Masson, Gregg Black                                 |
| 2/19-20 | 14-12-19 | Malaysia  | Sepang            | 8 Heures de Sepang        | Yamaha Austria Racing Team: Broc Parkes, Karel Hanika, Niccolò Canepa               |
| 3/19-20 | 30-08-20 | France    | Le Mans           | 24 Heures du Mans         | F.C.C. TSR Honda France: Joshua Hook, Freddy Foray, Mike Di Meglio                  |
| 4/19-20 | 27-09-20 | Portugal  | Circuit d'Estoril | 12 Heures d'Estoril       | Yamaha Austria Racing Team: Marvin Fritz, Karel Hanika, Niccolò Canepa              |
|         |          |           |                   |                           |                                                                                     |
| 1/21    | 13-06-21 | France    | Le Mans           | 24 Heures du Mans         | Yoshimura SERT Motul: Gregg Black, Xavier Simeon, Sylvain Guintoli                  |
| 2/21    | 17-07-21 | Portugal  | Circuit d'Estoril | 12 Heures d'Estoril       | F.C.C. TSR Honda France: Joshua Hook, Yuki Takahashi, Mike Di Meglio                |
| 3/21    | 19-09-21 | France    | Paul Ricard       | Bol d'or                  | Yoshimura SERT Motul: Gregg Black, Xavier Simeon, Sylvain Guintoli                  |
| 4/21    | 9-10-21  | Tchéquie  | Autodrome de Most | 6 Heures de Most          | BMW Motorrad: Ilya Mykhalchyk, Markus Reiterberger, Kenny Foray                     |
|         |          |           |                   |                           |                                                                                     |
| 1/22    | 16-04-22 | France    | Le Mans           | 24 Heures du Mans         | Yoshimura SERT Motul: Gregg Black, Sylvain Guintoli, Xavier Simeon                  |
| 2/22    | 04-06-22 | Belgique  | Spa-Francorchamps | 24 Heures de Spa          | BMW Motorrad: Markus Reiterberger, Illya Mykhalchyk, Jérémy Guarnoni                |
| 3/22    | 07-08-22 | Japon     | Suzuka            | 8 Heures de Suzuka        | Team HRC with Japan Post: Tetsuta Nagashima, Takumi Takahashi, Iker Lecuona         |
| 4/22    | 17-09-22 | France    | Paul Ricard       | Bol d'or                  | Viltais Racing Igol: Florian Alt, Erwan Nigon, Steven Odendaal                      |
|         |          |           |                   |                           |                                                                                     |
| 1/23    | 13-04-23 | France    | Le Mans           | 24 Heures du Mans         | F.C.C. TSR Honda France : Joshua Hook, Mike di Meglio, Alan Techer                  |
| 2/23    | 17-06-23 | Belgique  | Spa-Francorchamps | 24 Heures de Spa          | Yamaha Austria Racing Team (YART): Niccolò Canepa, Marvin Fritz, Karel Hanika       |
| 3/23    | 06-08-23 | Japon     | Suzuka            | 8 Heures de Suzuka        | Team HRC with Japan Post: Tetsuta Nagashima, Takumi Takahashi, Xavi Vierge          |
| 4/23    | 16-09-23 | France    | Paul Ricard       | Bol d'or                  | Yoshimura SERT Motul: Gregg Black, Sylvain Guintoli, Etienne Masson                 |
|         |          |           |                   |                           |                                                                                     |
| 1/24    | 20-04-24 | France    | Le Mans           | 24 Heures du Mans         | Yoshimura SERT Motul: Gregg Black, Etienne Masson, Dan Linfoot                      |
| 2/24    | 08-06-24 | Belgique  | Spa-Francorchamps | 8 Heures de Spa           | Yamaha Austria Racing Team (YART): Niccolò Canepa, Marvin Fritz, Karel Hanika       |
| 3/24    | 21-07-24 | Japon     | Suzuka            | 8 Heures de Suzuka        | Team HRC with Japan Post: Takumi Takahashi, Johann Zarco, Teppei Nagoe              |
| 4/24    | 14-09-24 | France    | Paul Ricard       | Bol d'or                  | Yoshimura SERT Motul: Gregg Black, Etienne Masson, Dan Linfoot                      |
|         |          |           |                   |                           |                                                                                     |
| 1/25    | 20-04-25 | France    | Le Mans           | 24 Heures du Mans         | YART (en) #7 : Marvin Fritz (en), Karel Hanika (en), Jason O’Halloran               |
| 2/25    | 07-06-25 | Belgique  | Spa-Francorchamps | 8 Heures de Spa           | F.C.C. TSR Honda France #5 : Alan Techer, Corentin Perolari, Taiga Hada             |

## Catégories et spécifications 2012
Les motos doivent être basées sur des modèles routiers avec une homologation valide de la FIM

### Formule EWC
Motorisation
- Moteur 4T, 4-cylindres de 600  à   1 000 cm3
- Moteur 4T, 3-cylindres de 750  à   1 000 cm3
- Moteur 4T, 2-cylindres de 850  à   1 200 cm3

Les capacités de la motorisation doivent rester dans la cylindrée homologuée.
Les modifications d'alésage et d'allumage ne sont pas autorisées.
Poids minimum
Pour 2-, 3- ou 4-cylindres :
- 170 kg pour les courses en journée ;
- 175 kg pour les courses partiellement en nocturne.

### Superstock
Motorisation
- Moteur 4T, 3- et 4-cylindres au-dessus de 750  à   1 000 cm3
- Moteur 4T, 2-cylindres au-dessus de 850  à   1 200 cm3

Les capacités de la motorisation doivent rester dans la cylindrée homologuée.
Les modifications d'alésage et d'allumage ne sont pas autorisées.
Poids minimum
La FIM décide que la valeur du poids minimum pour un modèle homologué doit être tel que ce modèle est vendu au public par la détermination de son poids à sec. Le poids à sec d'une moto homologuée est défini comme le poids total de la moto vide comme produite par le fabricant (après le retrait du combustible, la plaque d'immatriculation, des outils et accessoires principaux lorsqu'ils sont installés). Pour confirmer le poids à sec, un minimum de trois motos sont pesées et comparées. Le résultat est arrondi au plus proche à deux chiffres.
Le poids minimum de cette catégorie est :
- poids à sec moins 12 kg pour les courses en journée ;
- poids à sec moins 9 kg pour les courses partiellement en nocturne ;
- dans tous les cas, le poids minimum ne peut pas être inférieur à 168 kg.

## Identité visuelle

Logos du Championnat du monde d'endurance moto
Ancien logo
Logo 2024